# Sibylle de Normandie
Sibylle de Normandie, née en 1092 et morte en 1122, est une reine d'Écosse du XIIe siècle. Fille illégitime du roi anglais Henri Ier et de sa maîtresse Sibylle Corbet, elle épouse, à l'initiative de son père, le roi d'Écosse Alexandre Ier, qui règne de 1107 à 1124. Ils n'ont pas eu d'enfants. Son frère Guillaume exerce la fonction de connétable d'Écosse.
Elle meurt le 12 ou 13 juillet 1122 sur une île du Loch Tay et son mari y fait construire un prieuré en sa mémoire. 